# ジョジョ・レイエス
ジョゼフ・アルバート・レイエス（Joseph Albert Reyes, 1984年11月20日 - ）は、アメリカ合衆国・カリフォルニア州ロサンゼルス郡ウェストコビーナ出身の元プロ野球選手（投手）。左投左打。

## 経歴

### プロ入りとブレーブス時代
2003年のMLBドラフト2巡目（全体43位）でアトランタ・ブレーブスから指名され、プロ入り。
2007年にメジャー初昇格。先発で11試合に登板し、2勝を挙げた。
2008年は開幕からメジャーで、25試合に登板するも3勝11敗と大きく負け越しマイナー落ち、投球回113に対し被安打が134だった。2008年6月13日のロサンゼルス・エンゼルス・オブ・アナハイム戦を最後に、勝ち星から見放され続けることになる。
2009年はシーズンの大半をマイナーで過ごし、メジャー6試合登板に終わった。
2010年はメジャー登板は1試合のみだった。

### ブルージェイズ時代
2010年7月、ユネル・エスコバーと共にトレードで、トロント・ブルージェイズに移籍した。移籍後はメジャー登板は無く、傘下のAA級ニューハンプシャー・フィッシャーキャッツでプレーした。
2011年はスプリングトレーニングで結果を残し、開幕ローテーション入りを果たした。4月は5試合の先発で0勝2敗・防御率5.48と振るわなかったが、既に3年間のオプションが切れ、ウェーバー公示なしではマイナーに落とせなくなっていたため、首脳陣はレイエスを辛抱強く起用し続けた。5月に入ると好投しつつも勝ち星が付かない状況が続き、5月25日のニューヨーク・ヤンキース戦でも敗戦投手になり、遂にクリス・カーティス（1911年 - 1912年）、マット・キーオ（1978年 - 1979年）が持つ28先発連続勝ち星なしの不名誉な記録に並んでしまった。ここで勝ちが付かなければメジャー記録更新となる5月30日のクリーブランド・インディアンス戦、レイエスは9回1失点で自身初の完投勝利を挙げ、2008年6月以来3年ぶりの勝利を挙げた。その後、7月23日にDFAとなった。

### ブルージェイズ退団後
2011年8月2日、ウェーバーでボルチモア・オリオールズに移籍。オフにDFAとなった。
2012年1月13日にピッツバーグ・パイレーツとマイナー契約を結んだが、この年はメジャーには昇格できず、11月にFAとなった。

### SKワイバーンズ時代
2012年12月にエンゼルスと契約を結んだが、2013年1月17日、精神的な問題により退団したダグ・スレイトンの代役として韓国プロ野球・SKワイバーンズと契約し、エンゼルスとの契約は解消された。SKでは3月30日に開幕投手を務め、同年は8勝を記録した。
2014年は、2勝にとどまるなど成績が悪化し、シーズン途中の6月23日にSKからウェーバー公示され退団となった。

### SK退団後
2014年7月8日にフィラデルフィア・フィリーズとマイナー契約を結んだが、8月15日に自由契約となる。
2015年はメキシカンリーグのカンペチェ・パイレーツと契約。6月14日に自由契約となり、16日にエンゼルスとマイナー契約を結ぶ。9月30日にメジャー昇格した。10月3日のテキサス・レンジャーズ戦で4年ぶりにメジャーで登板し、8回裏から8番手として0.1回を無失点に抑えると、直後に味方が勝ち越して勝利投手となった。10月9日にDFAとなり、13日にFAとなった。
2016年1月22日にマイアミ・マーリンズとマイナー契約を結んだ。6月28日にメジャー契約を結んで25人枠入りした。1試合に登板後、7月1日にDFAとなった。
2017年はメキシカンリーグのティフアナ・ブルズでプレーした。

## 投球スタイル
球種は平均90.6mph(約145.8km/h)の速球とスライダー、カーブ、チェンジアップ。
元々はゴロアウトが多い投手だったが、近年はフライアウトが増加している。

## 詳細情報

### 年度別投手成績
| 年 度        | 球 団        | 登 板 | 先 発 | 完 投 | 完 封 | 無 四 球 | 勝 利 | 敗 戦 | セ 丨 ブ | ホ 丨 ル ド | 勝 率 | 打 者 | 投 球 回 | 被 安 打 | 被 本 塁 打 | 与 四 球 | 敬 遠 | 与 死 球 | 奪 三 振 | 暴 投 | ボ 丨 ク | 失 点 | 自 責 点 | 防 御 率 | W H I P |
| ------------ | ------------ | ----- | ----- | ----- | ----- | -------- | ----- | ----- | -------- | ----------- | ----- | ----- | -------- | -------- | ----------- | -------- | ----- | -------- | -------- | ----- | -------- | ----- | -------- | -------- | ------- |
| 2007         | ATL          | 11    | 10    | 0     | 0     | 0        | 2     | 2     | 0        | 0           | .500  | 230   | 50.2     | 55       | 9           | 30       | 2     | 1        | 27       | 1     | 0        | 39    | 35       | 6.22     | 1.68    |
| 2008         | ATL          | 23    | 22    | 0     | 0     | 0        | 3     | 11    | 0        | 0           | .214  | 512   | 113.0    | 134      | 18          | 52       | 4     | 3        | 78       | 2     | 0        | 77    | 73       | 5.81     | 1.65    |
| 2009         | ATL          | 6     | 5     | 0     | 0     | 0        | 0     | 2     | 0        | 0           | .000  | 119   | 27.0     | 27       | 4           | 13       | 3     | 1        | 21       | 0     | 0        | 25    | 21       | 7.00     | 1.48    |
| 2010         | ATL          | 1     | 0     | 0     | 0     | 0        | 0     | 0     | 0        | 0           | ----  | 23    | 3.1      | 10       | 2           | 3        | 0     | 0        | 2        | 0     | 0        | 9     | 9        | 24.30    | 3.90    |
| 2011         | TOR          | 20    | 20    | 1     | 0     | 0        | 5     | 8     | 0        | 0           | .385  | 504   | 110.0    | 140      | 14          | 35       | 0     | 6        | 64       | 6     | 0        | 78    | 66       | 5.40     | 1.59    |
| 2011         | BAL          | 9     | 5     | 0     | 0     | 0        | 2     | 3     | 0        | 0           | .400  | 137   | 30.2     | 36       | 7           | 13       | 0     | 1        | 23       | 1     | 0        | 21    | 21       | 6.16     | 1.60    |
| '11計        | BAL          | 29    | 25    | 1     | 0     | 0        | 7     | 11    | 0        | 0           | .389  | 641   | 140.2    | 176      | 21          | 48       | 0     | 7        | 87       | 7     | 0        | 99    | 87       | 5.57     | 1.59    |
| 2013         | SK           | 30    | 30    | 2     | 1     | 0        | 8     | 13    | 0        | 0           | .381  | 751   | 173.0    | 157      | 15          | 91       | 0     | 7        | 135      | 11    | 0        | 99    | 93       | 4.84     | 1.43    |
| 2015         | LAA          | 1     | 0     | 0     | 0     | 0        | 1     | 0     | 0        | 0           | 1.000 | 1     | 0.1      | 0        | 0           | 0        | 0     | 0        | 0        | 0     | 0        | 0     | 0        | 0.00     | 0.00    |
| 2016         | MIA          | 1     | 0     | 0     | 0     | 0        | 0     | 0     | 0        | 0           | ----  | 10    | 2.0      | 3        | 0           | 1        | 0     | 0        | 0        | 0     | 0        | 2     | 2        | 9.00     | 2.00    |
| MLB通算：7年 | MLB通算：7年 | 72    | 62    | 1     | 0     | 0        | 13    | 26    | 0        | 0           | .333  | 1536  | 337.0    | 405      | 54          | 147      | 9     | 12       | 215      | 10    | 0        | 251   | 227      | 6.06     | 1.64    |
| KBO通算：1年 | KBO通算：1年 | 30    | 30    | 2     | 1     | 0        | 8     | 13    | 0        | 0           | .381  | 751   | 173.0    | 157      | 15          | 91       | 0     | 7        | 135      | 11    | 0        | 99    | 93       | 4.84     | 1.43    |

### 背番号
- 37 (2007年 - 2011年途中)
- 45 (2011年途中 - 同年終了)
- 57 (2013年 - 2014年)
- 49 (2015年)
- 43 (2016年)